# Hurtigruten

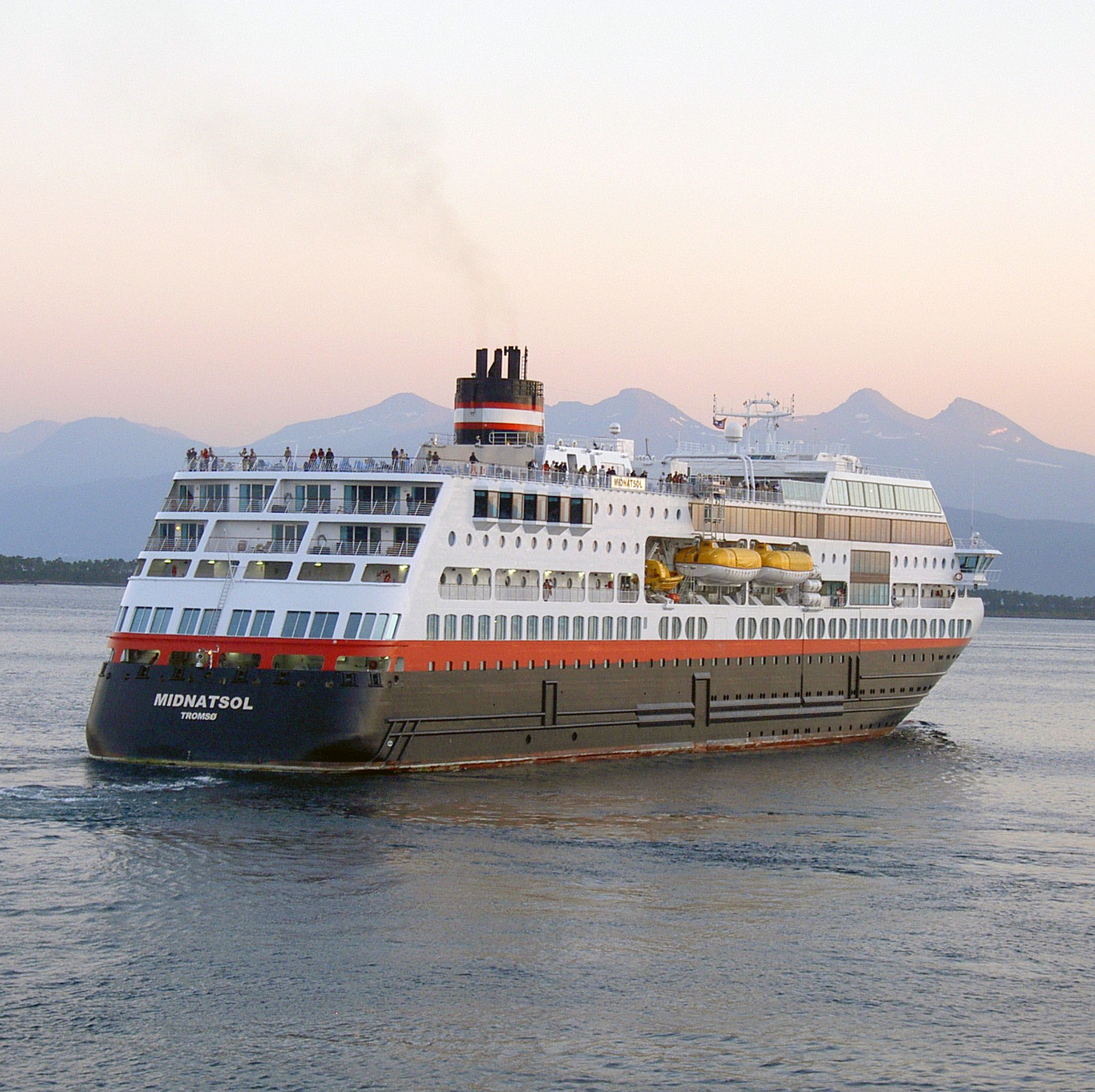
Midnatsol

La Hurtigruten o Hurtigruta («viaggio espresso») è un servizio traghetti norvegese che ogni giorno naviga lungo la costa del Paese scandinavo da Bergen (nella parte sud-occidentale) a Kirkenes (nel nord, non distante dal confine russo). Attualmente il servizio è prevalentemente turistico e prevede soste in località come il borgo di Geiranger, all'interno del Geirangerfjord (solo in estate), le isole Lofoten e Honningsvåg, non distante da Capo Nord.

## Storia

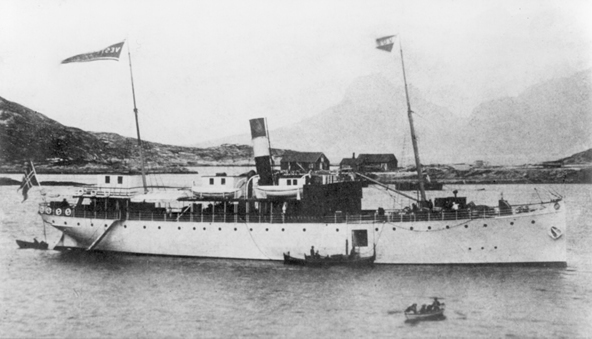
La DS Vesterålen, prima nave della Hurtigruten

Il percorso della Hurtigruten nacque nel 1893 da un progetto governativo per incrementare le comunicazioni lungo la costa della Norvegia. Originariamente solo una compagnia di navigazione, la Vesterålens Dampskibsselskab (VDS), era disposta a intraprendere il lungo e pericoloso viaggio, in particolare durante il lungo e buio inverno. La Hurtigruten ha rappresentato un'innovazione notevole per le comunità lungo il percorso: se prima la posta impiegava 3 settimane in estate e 5 mesi in inverno per arrivare dalla Norvegia centrale ad Hammerfest, ora avrebbe potuto impiegarci solo 7 giorni.
Nel 1894, dato il successo dell'impresa, altre due compagnie norvegesi richiesero allo stato la concessione di operare sotto le insegne Hurtigruten e già nel 1898 la rotta venne estesa a Sud fino a Bergen, porto di partenza delle navi, e poco più tardi anche a Nord fino a Kirkenes, al confine con la Russia. Del 1894 è anche il primo catalogo riservato alla Francia e al Regno Unito, non solo per le merci ma anche per i passeggeri, nasceva già da allora il turismo crocieristico dell'area. Incoraggiate dal successo iniziale della VDS, molte altre compagnie ottennero la concessione statale per poter effettuare il viaggio; espandendo così il servizio della Hurtigruten fino al livello attuale. Nel 1912 fu introdotta la prima Finnmarken, nome che segnerà la storia dell'azienda; la seconda Finnmarken, del 1956, è oggi un museo su terra che ci illustra l'evoluzione dell'azienda nei secoli. Nel 1925 fu ceduto all'azienda lo yacht britannico Alexandra, che, sotto il nome Prins Olav, con i suoi 20 nodi rappresentava la nave più veloce operante nei mari norvegesi.
Con l'arrivo del nuovo millennio il “boom” crocieristico segna anche una fase di notevole espansione per la Hurtigruten: nel 2002 si diede avvio al piano di costruzione delle nuove moderne navi da crociera e nel 2003, per la prima volta nella storia dell'azienda, una nave del gruppo viene inaugurata al di fuori dei confini statali, ad Amburgo, in Germania.
La flotta, di 11 navi, percorre il tragitto tutti i giorni servendo due volte al giorno tutti i 34 porti, una volta dal capolinea Nord (Nordgående) e una volta dal capolinea Sud (Sørgående).
Nel 1980 il ruolo della Hurtigruten cambiò: le sovvenzioni statali furono eliminate e gli operatori posero sempre più enfasi sul turismo; furono introdotte nuove navi, più grandi e più lussuose, con particolare attenzione per i turisti. La Hurtigruten continua a svolgere il suo ruolo fondamentale di servizio cargo e passeggeri, lavorando tutto l'arco dell'anno.
Le ultime due compagnie indipendenti, la Lofoten og Vesterålens Dampskibsselskab (OVDS) e la Troms Fylkes Dampskibsselskap (TFDS) si fusero il 1º marzo del 2006 e cambiarono il loro nome nell'attuale Hurtigruten Group. Oltre al tradizionale viaggio costiero la nuova compagnia opera con traghetti regionali in tutta la Norvegia e organizza crociere in America meridionale e in Antartide, oltre che in varie mete artiche come le Svalbard, l'Islanda e la Groenlandia.

## Flotta
- Fram
- Midnatsol
- Trollfjord
- Finnmarken
- Nordnorge
- Polarlys
- Nordkapp
- Nordlys
- Richard With
- Kong Harald
- Vesterålen
- Narvik
- Lofoten
- Nordstjernen
- Lyngen

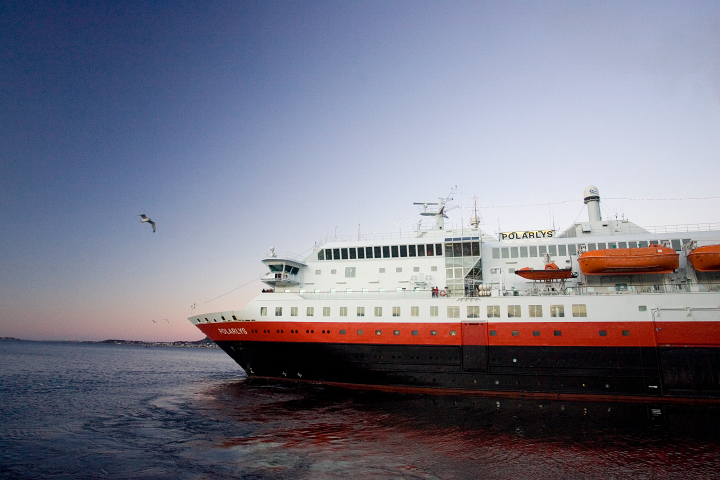
La Polarlys ad Ålesund (dicembre 2005)

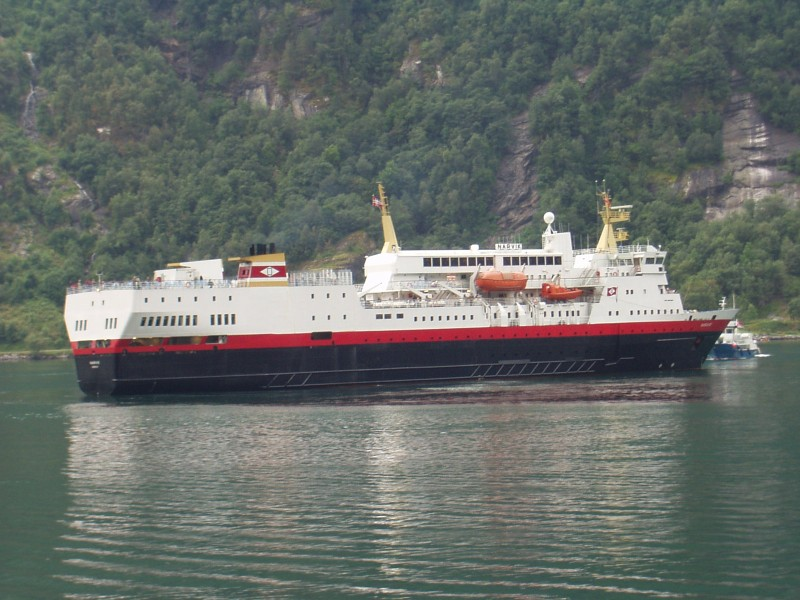
La Narvik in navigazione nel Geirangerfjord

L'antica nave Finnmarken (precedente all'attuale Finnmarken), costruita nel 1956, è stata convertita in museo su terra ed è usata per mostrare come la Hurtigruten è evoluta nel corso degli anni. Ci sono ancora due navi, tuttora funzionanti, risalenti agli stessi anni della vecchia Finnmarken (la Nordstjernen, costruita nel 1956, e la Lofoten, del 1964), anche se vengono utilizzate solo in sostituzione delle ben più lussuose navi che effettuano le crociere antartiche durante lo stesso periodo. Tutte le altre navi sono costruite tra il 1982 e il 2003, la maggior parte tra la fine degli anni novanta e l'inizio del 2000.
Una nuova nave, la Fram (chiamata così in onore della nave Fram della spedizione di Fridtjof Nansen) è in costruzione e avrebbe dovuto prendere il posto delle veterane Lofoten e Nordstjernen entro la fine del 2007.

## Porti
- Bergen
- Florø
- Måløy
- Torvik
- Ålesund
- Geiranger (solo in estate)
- Molde
- Kristiansund
- Trondheim
- Rørvik
- Brønnøysund
- Sandnessjøen

- Nesna
- Ørnes
- Bodø
- Stamsund
- Svolvær
- Stokmarknes
- Sortland
- Risøyhamn
- Harstad
- Finnsnes
- Tromsø
- Skjervøy

- Øksfjord
- Hammerfest
- Havøysund
- Honningsvåg
- Kjøllefjord
- Mehamn
- Berlevåg
- Båtsfjord
- Vardø
- Vadsø
- Kirkenes